# Kameleon (zviježđe)
Kameleon (lat. Chamaeleon) je malo zviježđe južnog neba.
Jedno od 12 zviježđa koje su Pieter Dirkszoon Keyser i Frederick de Houtman osmislili između 1595. i 1597., i koja su prvi put opisana 1603. u Uranometriji, zvjezdanom atlasu Johanna Bayera.

## Zvijezde s imenima

### Zvijezde sbayerovim oznakama
Iza svake zvijezde je i njezin prividni sjaj
- α Cha 4.05
- β Cha 4.24
- γ Cha 4.11
- δ1 Cha 5.46
- δ2 Cha 4.45
- ε Cha 4.88
- ζ Cha 5.07
- η Cha 5.46
- θ Cha 4.34
- ι Cha 5.34
- κ Cha 5.04
- μ1 Cha 5.53
- μ2 Cha 6.60
- ν Cha 5.43
- π Cha 5.64

### Zvijezde sFlamsteedovim oznakama
- 9 Cha 6.05

## Najzanimljiviji objekti dubokog svemira
Godine 1999., u ovom je zviježđu otkriven relativno bliski otvoreni skup, koncentriran oko svijetle zvijezde Eta Chamaeleontis. 
Skup, nazvan "skup eta Chamaeleontis" ili "Mamajek 1",  star je oko 6 milijuna godina, a nalazi se na udaljenosti od oko 316 s.g. Skup nije vidljiv amaterskim teleskopima.
U smjeru ovog zviježđa se nalazi i nekoliko molekularnih oblaka u kojima se stvaraju T-Tauri zvijezde male mase. Kompleks oblaka leži na udaljenosti od oko 400 do 600 s.g. od Zemlje i sadrži plin i prašinu ukupne mase desetke tisuća puta veću od mase Sunca.

## Vanjske poveznice
- The Deep Photographic Guide to the Constellations: Chamaeleon
- "The eta Chamaeleontis Cluster: A Remarkable New Nearby Young Open Cluster" (Mamajek, Lawson, & Feigelson 1999)
- "WEBDA open cluster database entry for Mamajek 1"